# Futbol Club Barcelona Bàsquet 2009-2010
Questa voce raccoglie le informazioni riguardanti il Futbol Club Barcelona Bàsquet nelle competizioni ufficiali della stagione 2009-2010.

## Stagione
La stagione 2009-2010 del Futbol Club Barcelona Bàsquet è la 52ª nel massimo campionato spagnolo di pallacanestro, la Liga ACB.

## Roster
Aggiornato al 14 luglio 2020.
| FC Barcelona Regal 2009-10 | FC Barcelona Regal 2009-10 |
| Giocatori                  | Staff tecnico              |
| -------------------------- | -------------------------- |

| N. | Naz.                                     | Ruolo | Nome                | Anno | Alt.   | Peso   |  |
| -- | ---------------------------------------- | ----- | ------------------- | ---- | ------ | ------ |  |
| 5  | Italia (bandiera)                        | G     | Gianluca Basile     | 1975 | 192 cm | 90 kg  |  |
| 8  | Spagna (bandiera)                        | AG    | Jordi Trias         | 1980 | 206 cm | 105 kg |  |
| 9  | Spagna (bandiera)                        | P     | Ricky Rubio         | 1990 | 190 cm | 86 kg  |  |
| 10 | Slovenia (bandiera)                      | P     | Jaka Lakovič        | 1978 | 186 cm | 84 kg  |  |
| 11 | Spagna (bandiera)                        | G     | Juan Carlos Navarro | 1980 | 192 cm | 82 kg  |  |
| 13 | Rep. Ceca (bandiera)                     | AP    | Luboš Bartoň        | 1980 | 202 cm | 100 kg |  |
| 17 | Spagna (bandiera)                        | C     | Fran Vázquez        | 1983 | 209 cm | 105 kg |  |
| 21 | Senegal (bandiera) · Germania (bandiera) | C     | Boniface Ndong      | 1977 | 213 cm | 111 kg |  |
| 22 | Spagna (bandiera)                        | AP    | Xavi Rabaseda       | 1989 | 198 cm | 90 kg  |  |
| 23 | Stati Uniti (bandiera)                   | AG    | Terence Morris      | 1979 | 206 cm | 100 kg |  |
| 24 | Spagna (bandiera)                        | P     | Víctor Sada         | 1984 | 193 cm | 90 kg  |  |
| 25 | Slovenia (bandiera)                      | C     | Erazem Lorbek       | 1984 | 208 cm | 110 kg |  |
| 33 | Stati Uniti (bandiera)                   | AP    | Pete Mickeal        | 1978 | 199 cm | 102 kg |  |
| 44 | Spagna (bandiera)                        | G     | Roger Grimau (C)    | 1978 | 196 cm | 92 kg  |  |

| Allenatore                                                                                 |
| - Xavi Pascual                                                                             |
| Assistente/i                                                                               |
| - Josep Maria Berrocal - Agustí Julbe Legenda - (C) Capitano - (IN) Inattivo - Infortunato |

## Mercato

### Sessione estiva
| Acquisti | Acquisti       | Acquisti          | Acquisti   | Acquisti |
| R.a      | Nome           | da                | Modalità   |          |
| -------- | -------------- | ----------------- | ---------- | -------- |
| AG       | Terence Morris | CSKA Mosca        | definitivo |          |
| C        | Boniface Ndong | Málaga            | definitivo |          |
| P        | Ricky Rubio    | Joventut Badalona | definitivo |          |
| C        | Erazem Lorbek  | CSKA Mosca        | definitivo |          |
| AP       | Pete Mickeal   | Saski Baskonia    | definitivo |          |

| Cessioni | Cessioni        | Cessioni        | Cessioni       | Cessioni |
| R.       | Nome            | a               | Modalità       |          |
| -------- | --------------- | --------------- | -------------- | -------- |
| P        | Andre Barrett   | Free agent      | rescissione    |          |
| C        | David Andersen  | Houston Rockets | rescissione    |          |
| C        | Daniel Santiago | Vaq. de Bayamón | fine contratto |          |
| A        | Ersan İlyasova  | Milwaukee Bucks | fine contratto |          |
| C        | Mamadou Samb    | Cornellà        | prestito       |          |
| GA       | Nihad Đedović   | Obradoiro       | prestito       |          |